# Stretchin’ With
Stretchin’ With ist ein Musikalbum des Miles Davis Quintet Orchestra! (Eigenschreibweise MILESDAVISQUINTETORCHESTRA!) um den französischen Schlagzeuger Sylvain Darrifourcq. Die wohl um 2023/24 in der Abbaye de Noirlac in Bruère-Allichamps entstandenen Aufnahmen erschienen am 1. Juni 2024 als limitierte Auflage von 100 Vinylplatten sowie als Download auf dem Label Hector.

## Hintergrund

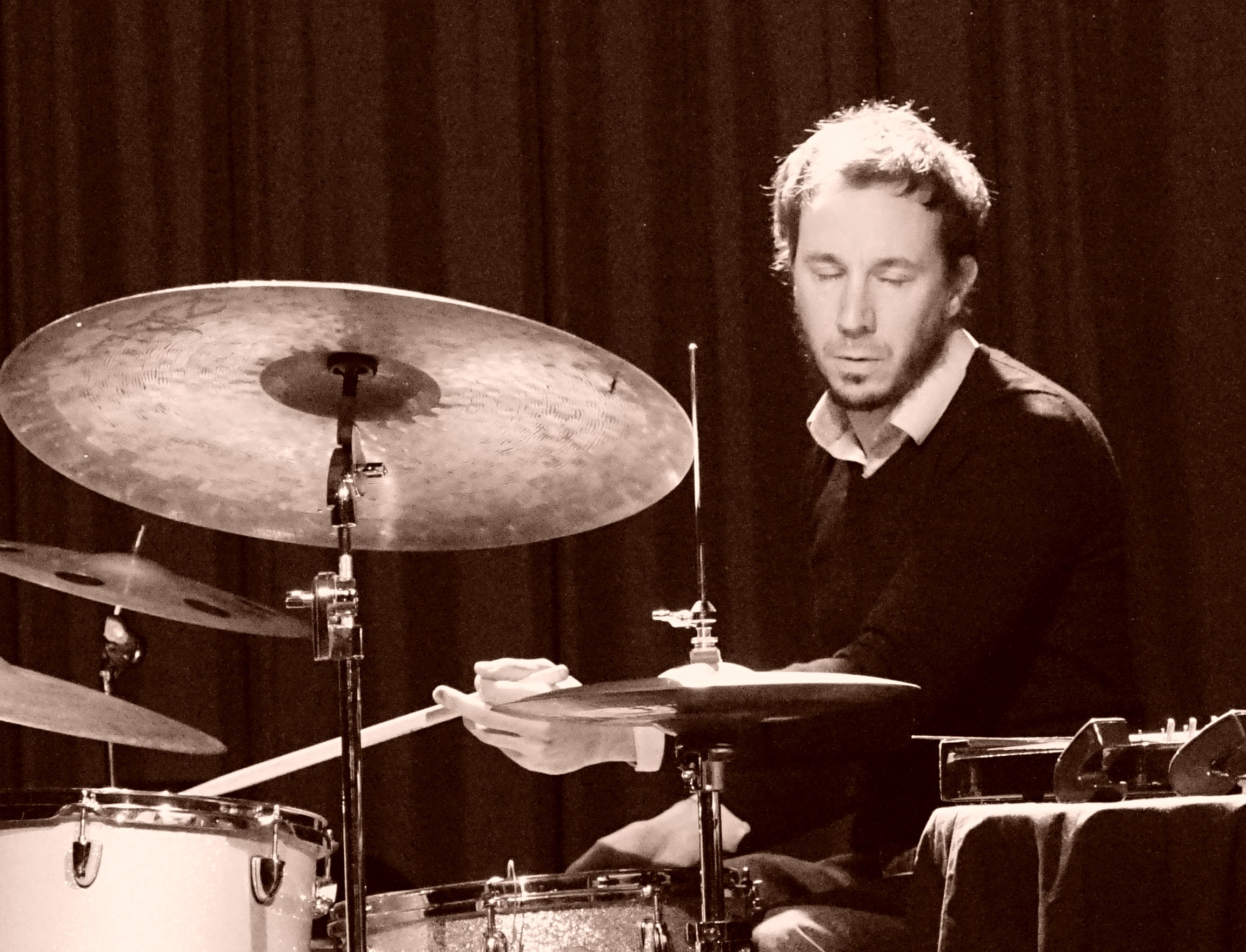
Sylvain Darifourcq (2015)

Seit 2012 begeben sich Sylvain Darrifourcq, Xavier Camarasa und Valentin Ceccaldi gemeinsam auf Klangsuche, wozu sie sich im MILESDAVISQUINTET! zusammentaten, einem Trio, das sich neben einem mechanischen, repetitiven und immersiven Sound die rhythmische Desynchronisation zum Ziel nahm. 2024 wurde das Projekt dann zum ORCHESTRA! erweitert; das Hauptinteresse des Bandleaders Darrifourcq ist es hier, die improvisatorischen Qualitäten aller Musiker zu formen, um das bereits bestehende Klangspektrum von MILESDAVISQUINTET! zum Sextett zu weitern, mit der französischen Altsaxophonistin Christine Abdelnour, Emilie Škrijelj (Akkordeon) und Michael Thieke (Klarinette).
Das (dem Download beigefügte) Video dokumentiert dieses audiophilosophische Experiment, das in Zusammenarbeit mit dem D SYNCH-Projekt unter der Leitung von Clément Canonne, einem Forscher auf dem Gebiet der kognitiven Psychologie, und Thomas Wolff durchgeführt wurde und kollektive Musikpraktiken analysiert.

## Titelliste

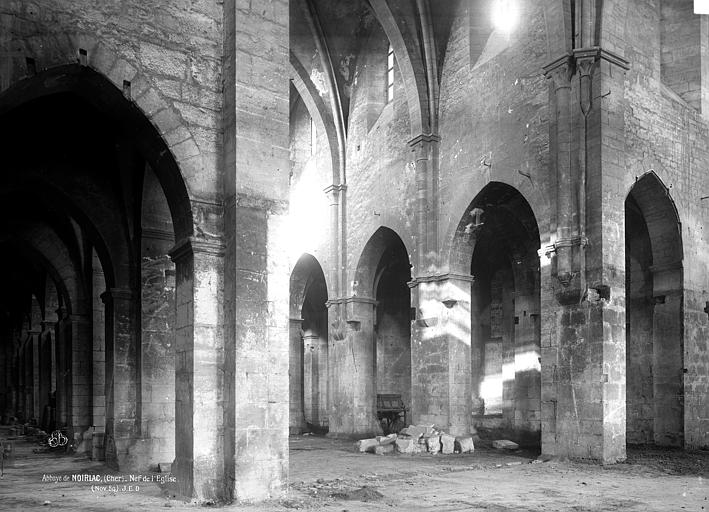
Innenraum der früheren Abbaye de Noirlac in Bruère-Allichamps, dem Aufnahmeort des Albums

- MILESDAVISQUINTETORCHESTRA! Stretchin' with (Hector)

1. Shape Is Time 20:46
2. Here We Go 11:41

## Rezeption
Der Gruppenname könnte einige unbedarfte Hörer zu dem Schluss bringen, dass sie einige verlorene und vergessene Juwelen aus der Ära des ersten Miles Davis Quintett mit John Coltrane [mit Alben wie Cookin’] verpasst haben, doch das MILESDAVISQUINTETORCHESTRA! habe rein gar nichts mit dem legendären Trompeter zu tun und sei auch weder ein Quintett noch ein Orchester, schrieb Eyal Hareuveni in Salt Peanuts. Sein provokanter Name soll eher „an den Einfluss des Marketings auf unser Gehirn [erinnern], indem es uns von wichtigeren Themen ablenkt“. Das Klangfarbenspektrum des erweiterten Ensembles sei  abwechslungsreich und vielschichtig; die beiden Stücke würden sich ständig, aber subtil verändern – das dichte „Shape in Time“ und auch „Here We Go“ mit seinem hypnotischen Puls – aber beide klängen, als könnten es ewig so weitergehen.